# Sugōisobe-jinja

Torii

Le Sugōisobe-jinja (菅生石部神社) est un sanctuaire shinto situé à Kaga, dans la préfecture d'Ishikawa. Il a été mentionné dans l'Engishiki Jinmyocho de 927.
Pendant l'ère féodale, il était du deuxième rang le plus élevé dans la province de Kaga. Actuellement, le sanctuaire est directement contrôlé par l'Association des sanctuaires shinto.
Le sanctuaire est célèbre pour l'organisation du Takewari Matsuri, un festival hautement réputé qui attire l'attention nationale et internationale, également connu sous le nom de Festival de la Coupe du Bambou. Cet événement traditionnel, riche en patrimoine, se déroule annuellement le 10 février et attire des participants et des spectateurs de partout.
Il est situé à 1,6 km de la gare de Daishōji.

## Kamivénéré
La divinité vénérée au sanctuaire Sugōisobe-jinja est Sugōisobe no Kami. Ce nom représente trois divinités, à savoir Hoori, Toyotama-hime no Mikoto et Ugayafukiaezu no Mikoto.

Il existe plusieurs théories concernant la véritable identité de la divinité du sanctuaire Sugōisobe-jinja. Certains chercheurs suggèrent que la divinité est en réalité Sukunabikona, plutôt que Sugōisobe no Kami.

## Histoire
Selon la légende, Sugōisobe no Kami fut amené dans la région depuis la cour impériale en 585 lorsqu'une grave maladie se propagea dans toute la région. Le sanctuaire a été enregistré dans l'Engishiki Jinmyocho, un registre de tous les sanctuaires du Japon compilé en 927, comme shōsha, et il détenait le deuxième rang le plus élevé ( Ninomiya ) dans la province de Kaga .
Le sanctuaire était très respecté par la cour impériale et la classe des samouraïs, et en 940, la divinité fut élevée au rang de shōshii no ge (en), un rang (en) élevé. Un rang plus élevé signifiait que davantage de terres étaient attribuées au sanctuaire et qu'il devenait plus riche et plus puissant.
Le Heike monogatari, une épopée japonaise du XIIe siècle, mentionne également que Minamoto no Yoshinaka a fait un don au sanctuaire.
Au Moyen Âge, la région entière fut incorporée au territoire de Kitano Tenmangū et Sugōisobe-jinja fut connu sous le nom de « Tenjin » en raison du dieu qui y était adoré. Une statue de taureau, associée à Tenjin, rappelle encore cette époque.
En 1875, une porte Shinmon unique a été construite dans un style semi-européen à trois étages. (p126)

## Festivals
Chaque année, le 10 février, le festival Gongan Shinji, également connu sous le nom de « Takewari-matsuri », a lieu à Sugōisobe-jinja, En 1987, la préfecture d'Ishikawa a désigné le festival comme patrimoine culturel immatériel.

### Aperçu de l'événement
Le festival commence par une cérémonie organisée dans l'enceinte du sanctuaire. Par la suite, l'atmosphère se transforme en une célébration d'énergie et d'excitation. De jeunes paroissiens appelés ujiko, venant de régions telles que Shikiji et Oka, revêtent des habits traditionnels pour la festivité. Ils portent des sous-vêtements, des pantalons hakama, des chaussettes tabi blanches et des sandales pour symboliser la pureté et la solidarité.

### Activités cérémonielles
Après s'être habillés de leur tenue, les participants se dirigent vers le terrain du temple couvert de neige, connu sous le nom de keidai, portant des tiges de bambou de plus de deux mètres. Démontrant force et unité, ils frappent vigoureusement les structures du sanctuaire avec les bâtons de bambou en guise de geste pour chasser les énergies négatives et protéger le bien-être de la communauté.
Une heure après ce rituel du bambou, un concours de tir à la corde plein d'enthousiasme se déroule.
Les participants prennent part à une activité impliquant une corde, souvent comparée à un serpent massif, pour démontrer leur force et leur résilience. Le moment fort de cet événement est le lancer du « serpent de corde » depuis le pont Shikiji dans la rivière Daishōji, symbolisant la libération de la négativité et l'accueil de vibrations positives.

### Importance culturelle
Les spectateurs et les dévots au sanctuaire Sugōisobe se rassemblent avec empressement pour recueillir des morceaux de bambou utilisés pendant la cérémonie. Ces fragments de bambou revêtent une importance particulière en tant que talismans censés éloigner le mal et apporter la chance. De plus, les participants reçoivent des baguettes fabriquées à partir du bambou, connues sous le nom de goganbashi, intégrant davantage l'importance du festival dans la vie quotidienne.
Une coutume unique concerne les pêcheurs de la région de Shiotani qui récupèrent le serpent de corde dans la rivière. Ils croient qu'incorporer des brins de cette corde dans leurs cordages assurera une prise, mettant en lumière leur croyance dans les pouvoirs protecteurs et de bon augure des symboles du festival.

### Racines historiques
Le Takewari Matsuri trouve ses origines dans une prière de l'empereur Tenmu demandant une faveur. Le terme "gogan shinji" associé à ce festival reflète son contexte, avec "gan" signifiant prière ou supplication.

## La zone

sanctuaire principal
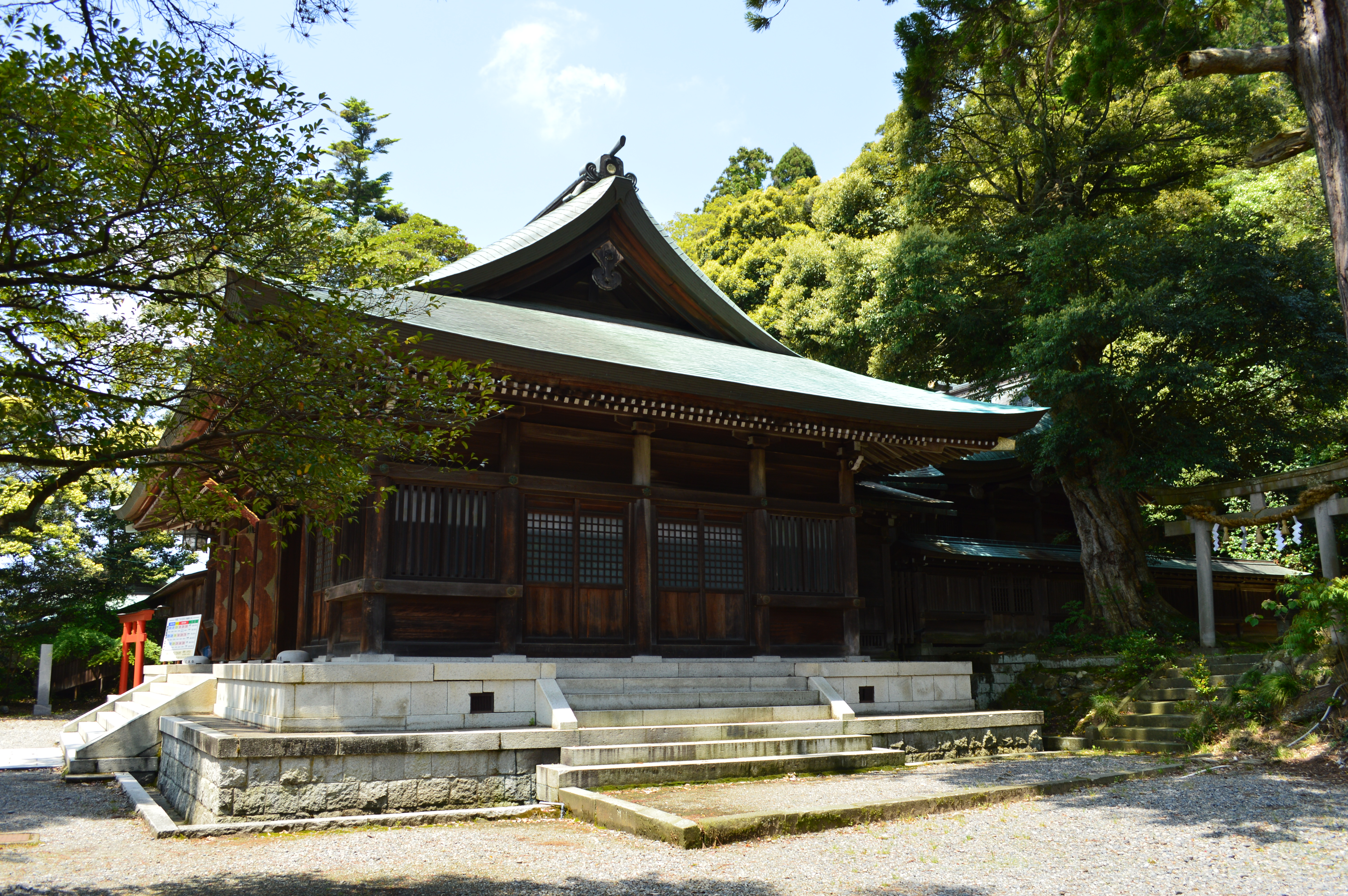
salle de culte
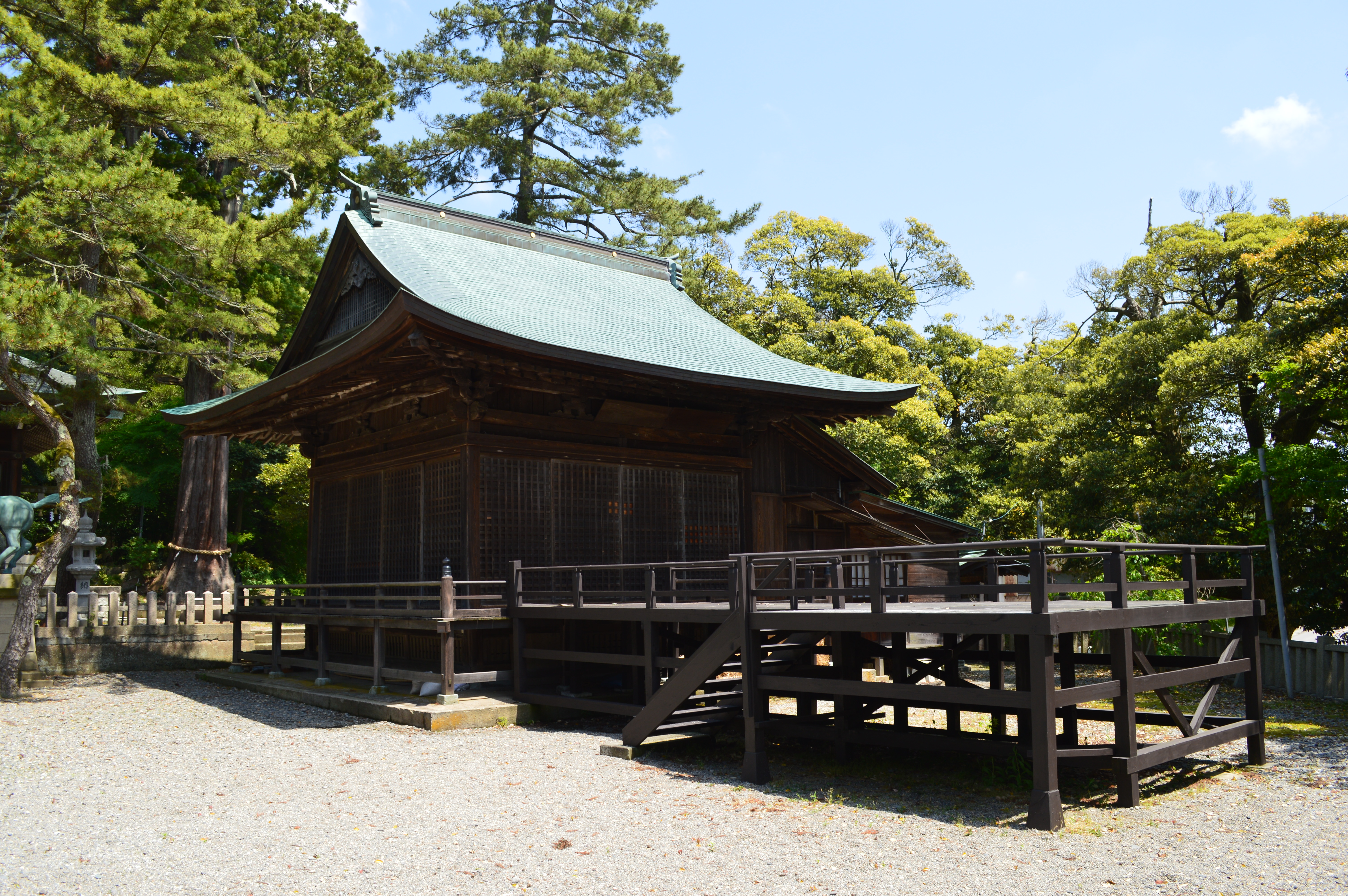
Kaguraden
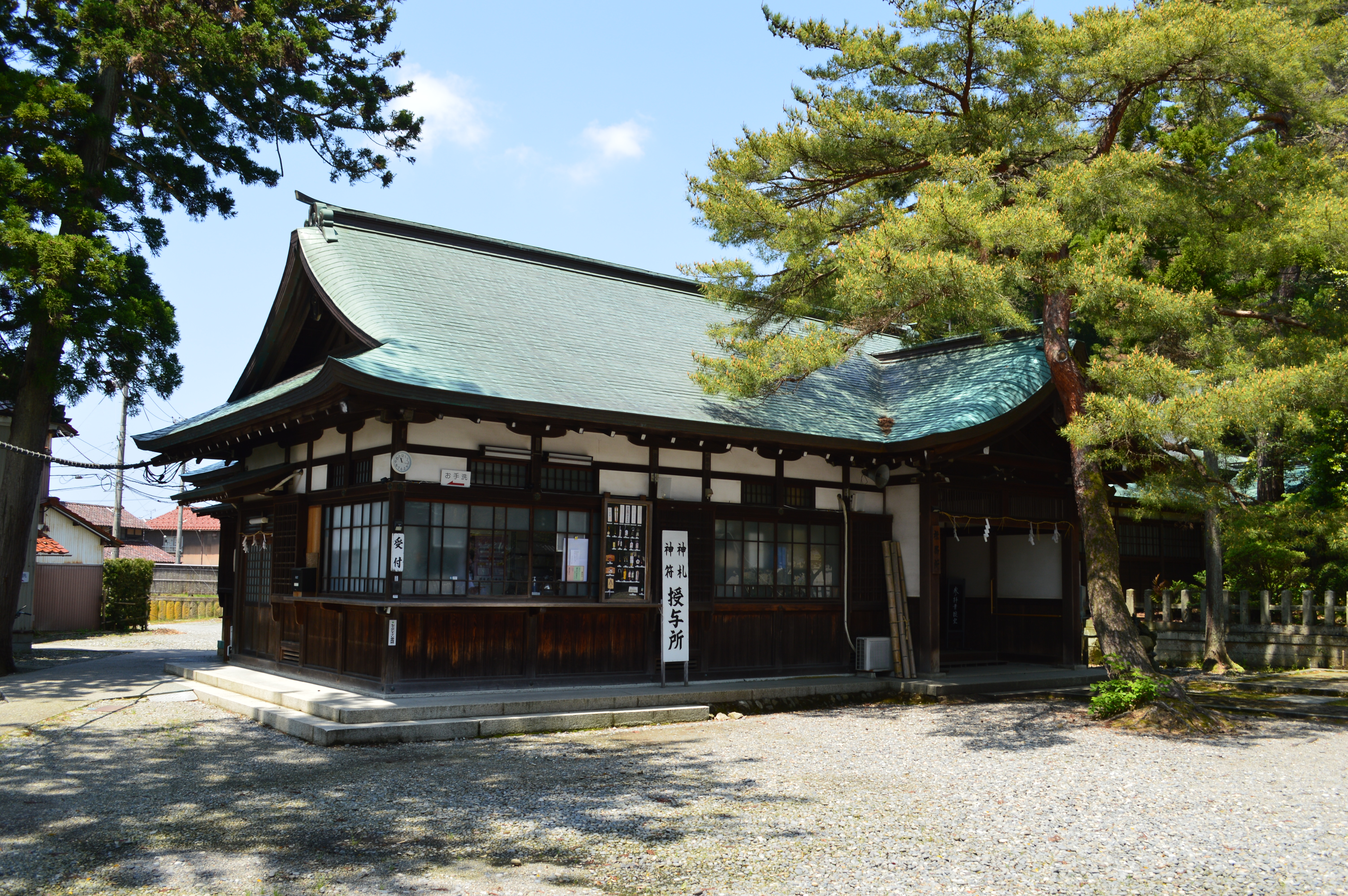
bureau du sanctuaire
Porte Shinmon (bien culturel désigné de la ville de Kaga)
Porte du sanctuaire (à l'intérieur de l'enceinte)
Hakusansha
Site du sanctuaire Inari